# Coupe des îles Féroé de football 1960
Navigation
Løgmanssteypið 1959 Løgmanssteypið 1961
La Coupe des Îles Féroé 1960 de football est la 6e édition de la Løgmanssteypið (Trophée du Premier Ministre). 
La finale du tournoi se disputa à Tórshavn au stade Gundadalur.
Le TB Tvøroyri fut le vainqueur. C'est le troisième titre du club.

## Format
Prenant place sur deux jours à Tórshavn, la compétition se composa en une demi-finale et la finale. Seules les équipes de Meistaradeildin 1960 (Division des Champions) participèrent à la compétition. Le KÍ Klaksvík ne participa pas à la compétition. Le TB Tvøroyri va directement en finale.

## Clubs participants
| \| B36 HB TB \| Localisation des clubs engagés dans la coupe nationale 1960. |
| B36 HB TB                                                                    |

- B36 Tórshavn - Meistaradeildin
- HB Tórshavn - Meistaradeildin Tenant du Titre
- TB Tvøroyri - Meistaradeildin

## Résultats

### Demi-finale[3]
| Date             | Équipe 1     | Résultat | Équipe 2    |
| ---------------- | ------------ | -------- | ----------- |
| 3 septembre 1960 | B36 Tórshavn | 1-1      | HB Tórshavn |
| 4 septembre 1960 | B36 Tórshavn | 1-2      | HB Tórshavn |

### Finale[4]
| 4 septembre 1960 | TB Tvøroyri | 3-0   | HB Tórshavn | Gundadalur, Tórshavn |
|                  |             | (1-0) |             |                      |